# Plouégat-Moysan
Plouégat-Moysan (bret. Plegad-Moezan) – miejscowość i gmina we Francji, w regionie Bretania, w departamencie Finistère.
Według danych na rok 1990 gminę zamieszkiwało 501 osób, a gęstość zaludnienia wynosiła 33 osoby/km² (wśród 1269 gmin Bretanii Plouégat-Moysan plasuje się na 830. miejscu pod względem liczby ludności, natomiast pod względem powierzchni na miejscu 658.).